# Вопросы истории
«Вопро́сы исто́рии» — старейший советский и российский академический научный журнал в области истории. Актуализирует историографические изыскания. Выходит ежемесячно.
Учредителем журнала является не отдельный институт, но РАН в целом. Журнал имеет широкую тематику и высокий научный уровень публикаций. Индексируется в Web of Science.

## История
Основан при Коммунистической академии в январе 1926 года как журнал «Историк-марксист».
С 1930 года «Историк-марксист» стал органом не только Общества историков-марксистов, но и Института истории Комакадемии, а после упразднения последней в 1936 году — Академии наук СССР.
В 1941 году редакция «Историка-марксиста» была объединена с редакцией «Исторического журнала», выходившего с 1937 года (в 1924—1936 годах — журнал «Борьба классов»). С сентября 1945 года журнал выходит под нынешним названием. 4 апреля 1949 года ЦК ВКП(б) в рамках «антикосмополитической кампании» принял постановление о журнале «Вопросы истории», в результате которого из редколлегии издания были выведены В. П. Волгин, Е. Н. Городецкий, Е. А. Косминский, И. А. Кудрявцев, И. И. Минц, З. В. Мосина, А. М. Панкратова, М. Н. Тихомиров, В. М. Хвостов. Следующий номер журнала вышел лишь два месяца спустя.
В марте 1957 года в редакцию поступило письмо одного из «читателей», критикующее статью заместителя главного редактора журнала Э. Н. Бурджалова о Февральской революции. В публикации «О тактике большевиков в марте — апреле 1917 года» (1956, № 8) якобы содержалась попытка реабилитировать Л. Б. Каменева и Г. Е. Зиновьева. В этом же месяце вышло специальное постановление ЦК КПСС о журнале (подготовленное А. В. Лихолатом и др.), после которого руководство редакции сменилось.

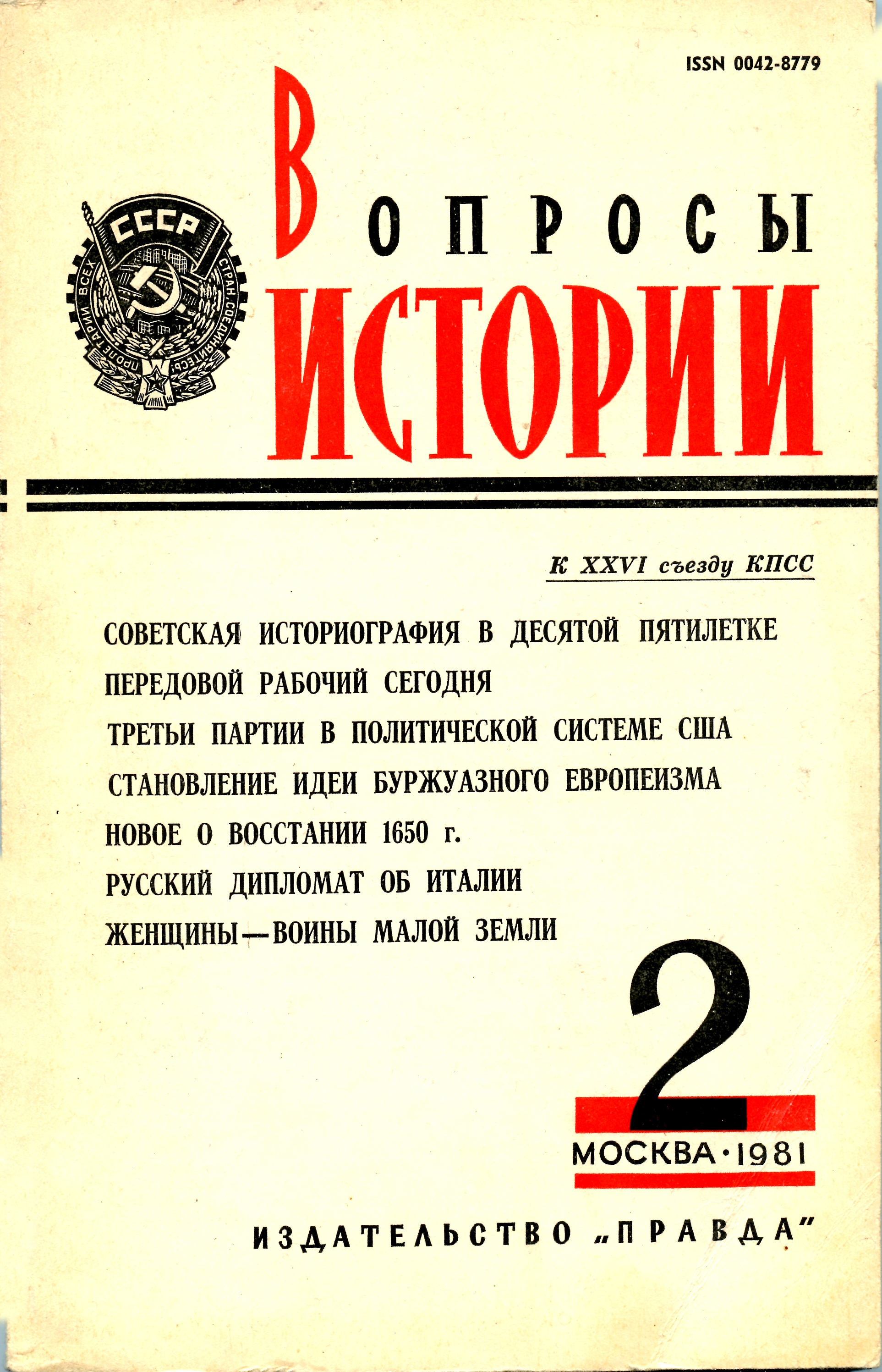
Обложка журнала «Вопросы истории», № 2, 1981

С 1987 года главным редактором журнала стал член-корреспондент АН СССР А. А. Искендеров. После 1991 года учредителями издания указывались редакция журнала и Российская академия наук. Позднее журнал был приватизирован: в 1992 году было создано ООО «Редакция Журнала „Вопросы Истории“», в 2017 году — ООО «Журнал „Вопросы Истории“».
В настоящее время не входит в список ВАК (входил в 2002—2015 годах).
В сентябре 2022 года журнал был исключён из базы Scopus.

## Главные редакторы
«Историк-марксист»
- член-корр. АН СССР А. В. Шестаков (1926—1930)
- акад. М. Н. Покровский (1930—1932)
- акад. Н. М. Лукин (1933—1938)
- акад. Е. М. Ярославский (1938—1941)

«Борьба классов»
- акад. М. Н. Покровский (1931—1932)
- Б. М. Волин (1932—1936)

«Исторический журнал»
- Б. М. Волин (1936—1945)

«Вопросы истории»
- акад. В. П. Волгин (1945—1948)
- член-корр. АН СССР А. Д. Удальцов (1949—1950)
- член-корр. АН СССР П. Н. Третьяков (1950—1953)
- акад. А. М. Панкратова (1953—1957)
- д. и. н. С. Ф. Найда (1958—1960)
- акад. В. Г. Трухановский (1960—1987)
- член-корр. РАН А. А. Искендеров (1988—2017)
- к. и. н. П. А. Искендеров (с 2018)

## Редакционная коллегия
В состав редколлегии входят: д. и. н. М. Ц. Арзаканян, д. и. н. Г. А. Гребенщикова, д. и. н. В. Г. Кикнадзе, М. А. Лагода, Е. П. Лебедева, д. и. н. Е. А. Мельникова, д. и. н. З. И. Перегудова, к. и. н. В. В. Поликарпов.

## Отзывы
В апреле 2014 года директор Наукометрического центра НИУ ВШЭ Иван Стерлигов во время XV Апрельской международной научной конференции «Модернизация науки и общества» сообщил, что в ходе исследования, проведённого учёными из НИУ ВШЭ путём экспертного опроса 56 историков (выбранных 11 историками «высшего уровня») и последующего анализа 887 анкет по 66 историческим журналам, было выяснено, что журнал «Вопросы истории» наряду с «Вестником Московского университета. Серия 8. История» и «Вестником древней истории» вошёл в тройку самых известных журналов по истории в России.
В июле 2018 года журнал был исключён из списка RSCI, куда входил с июля 2015 года. Старший научный сотрудник Института языкознания РАН А. С. Касьян, председатель Совета по этике научных публикаций Ассоциации научных редакторов и издателей А. В. Кулешова и координатор проекта «Диссеропедия российских вузов» Л. Г. Мелихова в своём исследовании отмечают, что 16 журналов, в том числе журнал «Вопросы истории», были «исключены из RSCI-2018 заслуженно, поскольку все они показывают серьёзные нарушения публикационной этики».